# (5441) 1991 JZ1
(5441) 1991 JZ1 là một tiểu hành tinh vành đai chính. Nó được phát hiện bởi Robert H. McNaught ở Đài thiên văn Siding Spring ở Canberra, Australia, ngày 8 tháng 5 năm 1991.